# Diwaterstofbinding

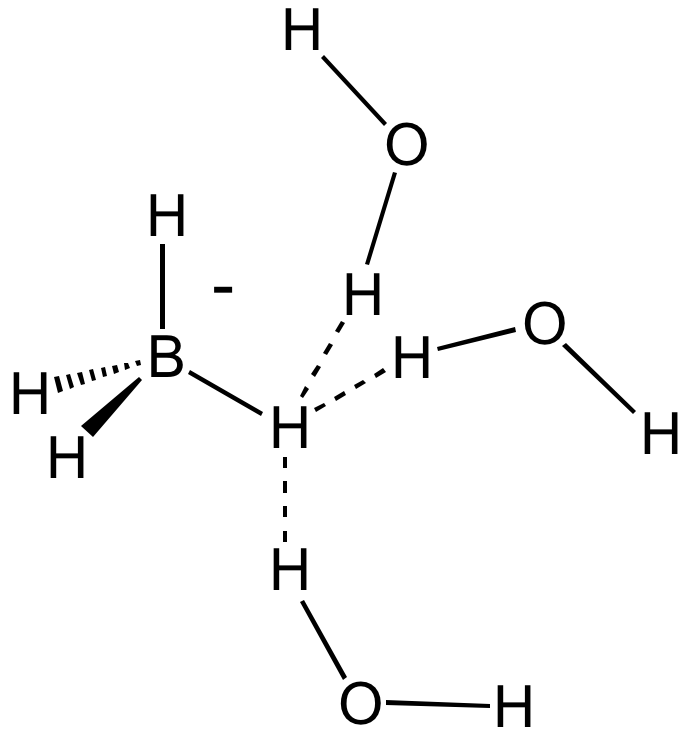
De vorming van een diwaterstofbinding tussen het tetrahydroboraat(III)-anion en water.

Een diwaterstofbinding is een type waterstofbrug waarbij een interactie optreedt tussen een metaalhydride en protondonor (zoals een hydroxyl- of aminegroep). Aangezien waterstof een vanderwaalsstraal van 120 pm bezit, kunnen twee waterstofatomen elkaar niet dichter naderen dan 240 pm. Bij een diwaterstofbinding is dat echter korter: ongeveer 180 pm. Derhalve kan gesproken worden van een intermoleculaire binding.
Vermoed wordt dat de vorming van een diwaterstofbinding een stap is voorafgaand aan de vorming van waterstofgas, wanneer een hydride met water of een protisch zuur reageert.